# Brusa allardi
Brusa allardi är en fjärilsart som beskrevs av Berger 1967. Brusa allardi ingår i släktet Brusa och familjen tjockhuvuden. Inga underarter finns listade i Catalogue of Life.